# Bagby
Bagby es una localidad situada en el condado de Yorkshire del Norte, en Inglaterra (Reino Unido), con una población a mediados de 2019 (estimada) de 540 habitantes.
Se encuentra ubicada al norte de la región Yorkshire y Humber, cerca de la frontera con la región Nordeste de Inglaterra, de los montes Peninos, de la costa del mar del Norte y de las ciudades de York y Northallerton —la capital del condado—.